# Třída Hjúga
Třída Hjúga (japonsky: ひゅうが型護衛艦, Hjúgagata Goeikan) je třída vrtulníkových torpédoborců Japonských námořních sil sebeobrany. V podstatě se jedná o nosiče helikoptér, popřípadě lehké letadlové lodě, z politických důvodů označované jako vrtulníkové torpédoborce. Ve službě nahradila 7 000tunové torpédoborce třídy Haruna. Nové lodě byly největšími válečnými loděmi provozovanými Japonskem od doby, kdy bylo po prohrané druhé světové válce Japonské císařské námořnictvo rozpuštěno a nahrazeno JMSDF. Rovněž to jsou první plavidla v řadách JNSS s výtlakem větším než 10 000 tun. Ve službě jsou od roku 2015 ještě výrazně větší vrtulníkové torpédoborce třídy Izumo.
Hlavním úkolem těchto lodí je protiponorkový boj s využitím palubních vrtulníků. Mohou být ale nasazeny též v případě živelních pohrom a humanitárních misí. Rovněž budou jako vlajkové lodě JMSDF plnit i funkce velící a řídící. Konstrukce plavidel třídy Hjúga připomíná lehké letadlové lodě nebo obojživelné útočné lodě jako jsou italská 13 850tunová Giuseppe Garibaldi, španělská 17 000tunová Príncipe de Asturias nebo britské 21 000tunové lodě třídy Invincible.

## Koncepce

Nákres paluby Hjúgy s rozmístěním vrtulníků

Konvertoplán Osprey je ukládán do hangáru torpédoborce Hjúga

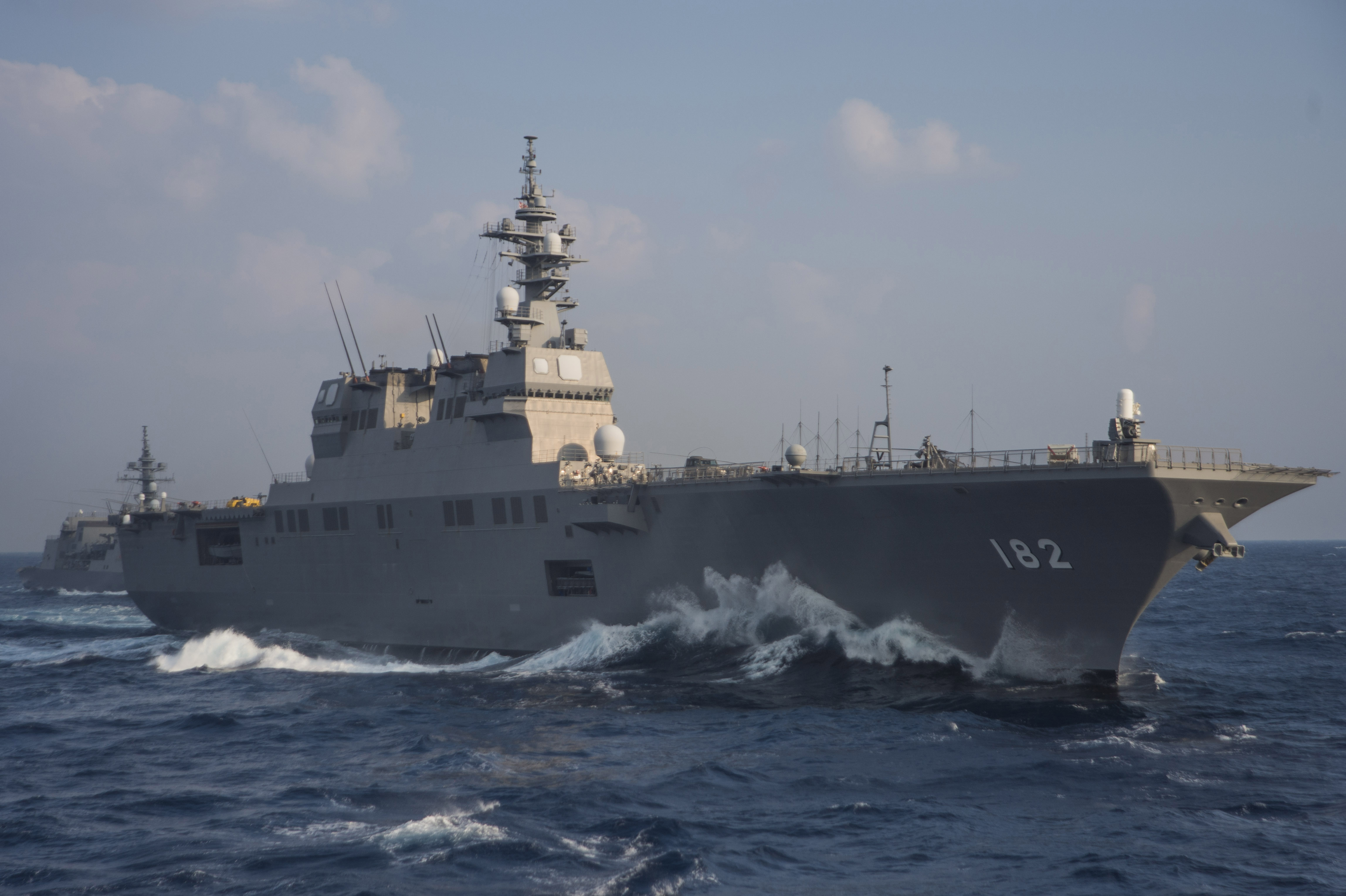
Ise (DDH-182)

Lodě třídy Hjúga mají přímou letovou palubu, která poskytuje maximum prostoru pro vzlety a přistání palubních vrtulníků. V důsledku toho plavidla silně připomínají lehké letadlové lodě. Na druhou stranu ale nejsou vybaveny „skokanským můstkem“ ani jiným zařízením potřebným pro provozování letadel s pevnými křídly. Důvodem je, že japonská ústava zakazuje JSDF vlastnictví ofenzivních zbraní a letadlová loď, z níž operují letadla s pevnými křídly, právě takovou ofenzivní zbraní je. Analytici ovšem předpokládají, že pokud bude japonská ústava v budoucnu změněna, bude možné lodě třídy Hjúga snadno přeměnit v plnohodnotné lehké letadlové lodě nesoucí proudové letouny s kolmým (či zkráceným) startem (např. F-35B nebo Harrier).
Hlavní výzbroj tvoří až jedenáct protiponorkových vrtulníků - obvykle typu SH-60J. Ty jsou z podpalubního hangáru vyváženy dvojicí výtahů. Lodi dále nesou šestnáctinásobné vertikální vypouštěcí silo řízených střel Mk 41. Nesou protiletadlové řízené střely moře-vzduch RIM-162 ESSM (Evolved Sea Sparrow Missile), raketová torpéda ASROC, dva 20mm hlavňové systémy blízké obrany Phalanx a dva tříhlavňové 324mm protiponorkové torpédomety.
Velící systém je typu ATECS. Jsou vybaveny radary typu FCS-3, OPS-20 a sonarem OQS-XX. Pohonný systém koncepce COGAG tvoří čtyři plynové turbíny typu General Electric LM2500. Lodní šrouby jsou dva. Rychlost je přes 30 uzlů.

## Jednotky třídy
Stavba první lodě (Hjúga) začala v roce 2006. Spuštěna na vodu byla 23. srpna 2007 a do služby vstoupila 18. března 2009. Nyní je vlajkovou lodí 1. eskortní flotily. Kýl druhého plavidla Ise byl založen roku 2008, do služby loď vstoupila 16. března 2012.
Jednotky třídy Hjúga:
| Název           | Zahájení stavby | Spuštěna na vodu | Uvedena do služby | Domovský přístav |
| --------------- | --------------- | ---------------- | ----------------- | ---------------- |
| Hjúga (DDH-181) | 11. května 2006 | 23. srpna 2007   | 18. březen 2009   | Jokosuka         |
| Ise (DDH-182)   | 30. květen 2008 | 21. srpen 2009   | 16. března 2011   | Sasebo           |

Kódové názvy jednotlivých lodí, 16DDH, resp. 18DDH, jsou odvozeny z japonského kalendáře a roku, ve kterém byly objednány – Hjúga v 16. roce éry Heisei (2004), druhá loď v 18. roce éry Heisei (2006).

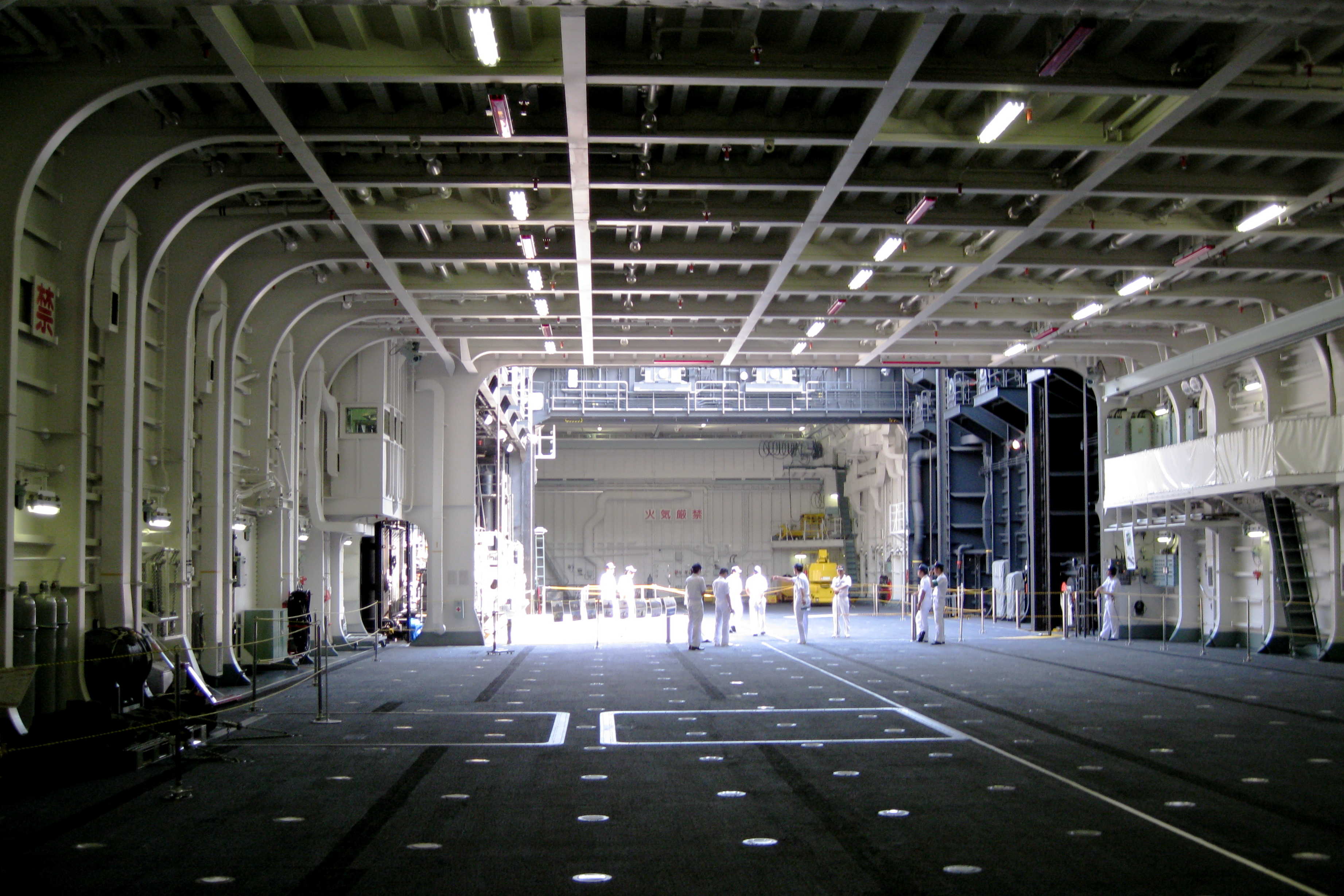
Hangár s výtahem na palubě torpédoborce Hjúga (DDH-181)

První loď třídy byla pojmenována Hjúga na počest bitevní lodě Hjúga Japonského císařského námořnictva, která v něm sloužila od roku 1918 až do konce druhé světové války. Po bitvě u Midway byla Hjúga v roce 1943 přestavěna na hybridní bitevní-letadlovou loď. Její zadní dělostřelecké věže byly odstraněny a na jejich místě byl postaven hangár a malá letová paluba, ze které mohlo vzlétat jejích 22 letounů.